# Aéroport international de Gulfport-Biloxi
Pour les articles homonymes, voir GPT.
L'aéroport international de Gulfport-Biloxi (code IATA : GPT • code OACI : KGPT) est situé  à Gulfport, comté de Harrison, dans l'État du Mississippi  aux États-Unis. Il dessert également la ville de Biloxi.
C'est le cent vingt-sixième aéroport nord-américain avec plus de 0,8 million de passagers qui y ont transité en 2009